# Raise the Dead
Raise the Dead è il quarto album discografico della rock band californiana Phantom Planet, pubblicato nel 2008.

## Tracce
1. Raise the Dead – 4:27
2. Dropped – 3:27
3. Leader – 2:49
4. Do the Panic – 3:34
5. Quarantine – 3:26
6. Ship Lost at Sea – 3:33
7. Demon Daughters – 4:26
8. Geronimo – 2:38
9. Too Much, Too Often – 3:29
10. Confess – 3:07
11. Leave Yourself for Somebody Else – 3:12
12. I Don't Mind – 4:57

## Formazione
- Alex Greenwald - voce, chitarra
- Sam Farrar - basso, cori
- Darren Robinson - chitarra
- Jeff Conrad - batteria